# Гайнц Марквардт
Гайнц «Негус» Марквардт (нім. Heinz „Negus“ Marquardt; 29 грудня 1922, Браунсберг — 19 грудня 2003, Гаммерсбах) — німецький льотчик-ас винищувальної авіації, оберфельдфебель люфтваффе вермахту, оберстлейтенант люфтваффе бундесверу. Кавалер Лицарського хреста Залізного хреста.

## Біографія
З 17 років займався планеризмом. 1 квітня 1940 року вступив в люфтваффе. Після закінчення льотної школи 1 лютого 1942 року зарахований в 2-у винищувальну ескадру, потім служив в 26-й ескадрі. Учасник боїв над Ла-Маншем. 1 серпня 1943 року переведений в 11-у ескадрилью 51-ї винищувальної ескадри «Мельдерс». Учасник Німецько-радянської війни. Свою першу перемогу здобув 2 жовтня 1943 року, збивши радянський штурмовик Іл-2. 29 квітня 1944 року збив 3 радянські літаки і загальна кількість його перемог досягла 10. 17 червня 1944 року переведений в 10-у ескадрилью. В серпні 1944 року здобув 21 перемогу (всього 55) і 15 серпня зарахований в 13-у ескадрилью своєї ескадри. 5 вересня 1944 року здобув свою 60-ту перемогу. В жовтні 1944 року на його рахунку були 25 збитих літаків противника; 7 жовтня здобув 8 перемог. З грудня 1944 по березень 1945 року служив в 15-й ескадрильї, а потім повернувся в 13-у. 14 квітня 1945 року збив свій 100-й літак. 1 травня 1945 року збив «Спітфайр», але і його літак (FW.190D-9) також був збитий. Важко пораненому Марквардту вдалося катапультуватися. Всього за час бойових дій здійснив 320 бойових вильотів і збив 121 літак, включаючи 120 радянських (з них 27 Іл-2). В ході боїв сам Марквардт був збитий 8 разів. В травні 1945 року взятий в полон американцями, 23 серпня 1945 року звільнений. 16 серпня 1956 року вступив у ВПС ФРН, командував ескадрильєю 73-й винищувальної ескадри. 30 вересня 1973 року вийшов у відставку. В 1974/83 року працював в «Люфтганзі».

## Нагороди
- Нагрудний знак пілота
- Залізний хрест 2-го і 1-го класу
- Медаль «За зимову кампанію на Сході 1941/42»
- Авіаційна планка винищувача в золоті з підвіскою «300»
  - в бронзі (23 жовтня 1943)
  - в золоті (24 червня 1944)
- Почесний Кубок Люфтваффе (26 липня 1944)
- Німецький хрест в золоті (10 вересня 1944)
- Лицарський хрест Залізного хреста (18 листопада 1944) — за 89 перемог.